# Concursul Muzical Eurovision 2026
Concursul Muzical Eurovision 2026 va fi cea de-a 70-a ediție a Concursului Muzical Eurovision, și se va desfășura la Viena, Austria. Acesta va fi organizat de EBU și de televiziunea națională a Austriei ORF, câștigătorul ediției din 2025. Concursul urmează să aibă loc între 12 și 16 mai 2026.

## Participanți
| Țară          | Artist | Cântec |
| ------------- | ------ | ------ |
| Albania       |        |        |
| Austria       |        |        |
| Cipru         |        |        |
| Danemarca     |        |        |
| Elveția       |        |        |
| Finlanda      |        |        |
| Germania      |        |        |
| Grecia        |        |        |
| Israel        |        |        |
| Letonia       |        |        |
| Lituania      |        |        |
| Luxemburg     |        |        |
| Malta         |        |        |
| Norvegia      |        |        |
| San Marino    |        |        |
| Serbia        |        |        |
| Spania        |        |        |
| Suedia        |        |        |
| Țările de Jos |        |        |
| Regatul Unit  |        |        |

### Alte țări
Televiziunea din Belgia a anunțat că va reconsidera participarea din cauza actualului sistem de votare.